# Neuropatia perifèrica
La neuropatia perifèrica (NP) és un terme general usat per referir-se al dany dels nervis del sistema nerviós perifèric, un dany que pot ser causat per problemes en els mateixos nervis o ser la conseqüència d'una malaltia sistèmica (que afecta a tot el cos).
Els quatre tipus principals d'aquest grup de patologies nervioses són: polineuropatia, mononeuropatia, mononeuritis múltiple i neuropatia autònoma. La forma més comuna és la polineuropatia perifèrica que afecta les extremitats inferiors, tant cames com peus. Les NPs poden ser classificades en funció de la seva etiologia o per la mida de les fibres involucrades (neuropatia perifèrica de fibres curtes o de fibres llargues). Sovint la causa de la neuropatia no pot ser identificada i es considerada com a idiopàtica. Les manifestacions de les NPs comprenen diverses combinacions de debilitats, canvis autònoms (també coneguts com a vegetatius) i canvis sensitius (que afecten el sistema sensorial). Es pot observar pèrdua en el volum i/o la potència dels músculs, pèrdua del to (grau de tensió dels músculs quan es troben en estat de repòs) i la coordinació en diferents grups musculars, presència de fasciculacions (petites contraccions musculars involuntàries) i mioclònies, en alguns casos. Els símptomes de l'afectació del sistema sensorial comporten pèrdua de la sensació tàctil, dolor o altres fenòmens desagradables com disestèsies o parestèsies. Tot i així els símptomes depenen del tipus de nervi afectat (motors, sensitius o autònoms/vegetatius) i de la seva localització corporal. Per altra banda, les NPs poden afectar un o més tipus de nervi alhora.
Els símptomes més comuns en el dany dels nervis de la part motriu són debilitat, rampes i espasmes. També poden succeir pèrdues de coordinació i equilibri. Quan el problema es troba als nervis sensitius, es pot produir formigueig, entumiment i dolor. En aquest cas, el malalt pot descriure el dolor de diferents maneres, tal com les següents: tenir la sensació de portar posat un guant invisible o un mitjó, sensació d'escalfor, de calfreds, d'electrocució i d'extrema sensibilitat en tocar. Quan els nervis afectats són els autònoms, s'alteren les funcions involuntàries. En concret, apareixen símptomes com: pressió sanguínia anormal i ritme del pols del cor alterat, sudoració anòmala, restrenyiment, disfunció de la bufeta urinària i disfunció sexual.

## Classificació
La neuropatia perifèrica es troba classificada de diferents maneres: segons el nombre de nervis afectats, segons la funcionalitat del nervi danyat (motora, sensorial o autònoma) o segons el procés lesional predominant, com per exemple la inflamació en el cas de la neuritis.
No sempre és fàcil adscriure una neuropatia a un sistema classificatori determinat a causa del gran nombre de subtipus descrits i que presenten trets atípics: asimetria, inici agut/subagut o grau d'afectació motora, per exemple. Les neuropaties difuses, no dependents de la longitud de les fibres nervioses alterades, poliradiculopaties, plexopaties i radiculoplexopaties, son formes que sovint requereixen múltiples exploracions i proves per aconseguir el seu correcte diagnòstic.

### Mononeuropatia
La mononeuropatia és un tipus de neuropatia que afecta únicament un sol nervi. Pel que fa a diagnòstic és important distingir-la de les polineuropaties, ja que la limitació en l'àmbit d'aplicació les fa més semblants que si la causa és una infecció o un traumatisme localitzat.
La causa més comuna de la mononeuropatia és la compressió física del nervi i es coneix com a neuropatia compressiva o neuropatia per atrapament, i pot succeir en qualsevol part del cos. La síndrome del túnel carpià n'és un dels exemples. La sensació de cruiximent quan un peu queda adormit (parestèsia) és causada per la compressió d'un nervi, si bé quan succeeix temporalment pot ser resolta fàcilment movent el peu i recolocant-lo en una postura diferent, quan afecta el nervi directament, la interrupció del subministrament de sang (isquèmia), o la inflamació, pot degenerar en mononeuropatia. Una altra mononeuropatia freqüent és la del nervi cubital, la segona en freqüència en l'extremitat superior. Es manifesta inicialment per la presència de disestèsies als cinquè i quart dits de la mà, abans de cursar amb una pèrdua de força en la pinça digital que pot fer impossibles determinats exercicis o treballs. El grau en el que els símptomes motors es presenten depèn del tipus de feina o activitat manual que la persona realitza. Si el tractament conservador no és efectiu, s'ha de efectuar una intervenció quirúrgica.
La neutitis ossificans era considerada fins fa poc una mononeuropatia; avui dia aquesta classificació es motiu de debat. Es tracta d'una entitat patològica rara identificada per primera vegada com a tal l'any 1946, que consisteix en una ossificació heterotòpica intraneural. És a dir, surt teixit de característiques òssies dins d'un nervi perifèric i quasi sempre superficial. Sembla que podria ser un procés reactiu, potser de naturalesa post-traumàtica, si bé dita hipòtesi no ha estat confirmada. Microscòpicament s'observa un nucli central fibroblàstic, envoltat d'una zona de producció osteoide i amb una capa externa ossificada. Des del punt de vista anatomopatològic té un patró molt similar al de la miositis ossificant. S'ha descrit algun cas de múltiples lesions d'aquest tipus en diferents nervis d'una mateixa extremitat.
En alguns casos de mononeuropatia, existeix un trastorn autosòmic dominant de base.

### Mononeuritis múltiple
La mononeuritis múltiple és la lesió simultània o seqüencial de troncs nerviosos no contigus en més d'una extremitat, ja sigui de forma parcial o total. L'evolució i desenvolupament pot durar de dies fins a anys i generalment es presenta amb pèrdua aguda o subaguda de la funció motriu i sensorial de cada un dels nervis perifèrics que pertanyen als troncs afectats. En rigor i segons la semiologia mèdica es tracta d'un grup de símptomes, no d'una malaltia. El patró d'afectació és asimètric, encara que a mesura que el procés progressa el dèficit esdevé més confluent i simètric, fent més difícil diferenciar-la de la polineuropatia. Consegüentment, és bàsic atorgar especial atenció als primers símptomes. La mononeuritis múltiple també pot causar dolor, definit com a profund i agut i que s'agreuja a la nit. Normalment és freqüent a la zona lumbar, als malucs o a les cames. En les persones que pateixen diabetis mellitus, la mononeuritis múltiple és aguda, unilateral, amb dolor sever a la cuixa i que va seguida de debilitat muscular i pèrdua del reflex del genoll.
Els estudis d'electrodiagnòstic (electromiografia) mostren una neuropatia axonal multifocal, habitualment senso-motora. Amb freqüència, cal una biòpsia de nervi per aconseguir un diagnòstic de certesa
Generalment és causada o es troba associada a diferents condicions mèdiques: 
- Diabetis mellitus.
- Vasculitis: poliarteritis nodosa, granulomatosi de Wegener i la síndrome de Churg-Strauss[11]
- Malalties autoimmunitàries com artritis reumatoide, lupus eritematós sistèmic i sarcoïdosi. La neurosarcoïdosi és un trastorn infreqüent. Dintre de les diferents manifestacions que afecten al sistema nerviós, cal esmentar aquí la gènesi de granulomes, bilaterals o no, en el nervi facial.[12] Els granulomes que només afecten l'epineuri són poc lesius. Per contra, els granulomes necrotitzants alliberen enzimes proteolítiques que poden inflamar l'endoneuri i ocasionar una vasculitis dels petits vasos que irriguen el nervi, fet que comporta danys isquèmics en aquest i degeneració axonal.[13]
- Síndromes paraneoplàsiques d'origen pulmonar.[14]
- Infeccions: malaltia de la lepra (sobretot la seva forma neural pura),[15] malaltia de Lyme (causada pel bacteri espiroquetal Borrelia burgdorferi) i SIDA (o com a efecte no desitjat del seu tractament antiretroviral).[16]
- Amiloïdosi. Rarament, aquesta malaltia pot debutar amb aquest tipus de lesió nerviosa sense trets sistèmics o autonòmics acompanyants.[17]
- Crioglobulinèmia. En les persones amb aquesta patologia predominen les polineuropaties sensorials, de vegades asimètriques, encara que en un ~9% d'elles s'observen mononeuritis múltiples ben definides i associades amb canvis de vasculitis necrotitzant.[18]
- Agents químics, incloent tricloroetilè,[19] plom i dapsona (diamino-difenil sulfona, un antibiòtic del grup de les sulfonamides amb importants efectes antiinflamatoris).[20]

### Polineuropatia
El terme neuropatia perifèrica de vegades és utilitzat de forma inadequada per referint-se únicament a la polineuropatia. La polineuropatia és un subgrup de trastorns en els nervis perifèrics que es caracteritza pel fet que moltes de les cèl·lules nervioses de diverses parts del cos pateixen lesions, sense predomini d'un nervi en particular. Seria necessari destacar que no totes les neurones es troben afectades de la mateixa manera. En l'axonopatia distal, patologia bastant estesa, el cos de les neurones es manté intacte; però els axons presenten danys, més o menys greus segons sigui la seva longitud. La diabetis és la causa més comuna d'aquest patró. En el cas de les polineuropaties desmielinitzants, la beina de mielina que envolta els axons està atrofiada i la capacitat dels axons per conduir els impulsos elèctrics es veu alterada. El tercer i últim patró més freqüent afecta directament al cos (pericarion) de les neurones. Normalment escull les neurones motores (patologia coneguda com a neuropatia motoneuronal) o les neurones sensorials (conegut com a neuropatia sensorial o ganglionopatia de l'arrel dorsal).
L'efecte de tot això és l'aparició de símptomes en més d'una part del cos, sovint en el costat dret i esquerre simètricament. Com qualsevol neuropatia, els principals símptomes inclouen: debilitat o incapacitat del moviment (aparell locomotor), sensacions inusuals i desagradables com podrien ser formigueig o escalfor, disminució en la capacitat per distingir textures o notar la temperatura (entre d'altres disfuncions sensitives) i l'alteració de l'equilibri al mantenir-se dret o caminant (problemes sensorials). En un considerable nombre de polineuropaties, aquests símptomes es donen primer i més severament en els peus. A més, poden haver-hi símptomes derivats de l'afectació de nervis del SNA, com marejos en aixecar-se, disfunció erèctil i dificultat per controlar la micció.
Les polineuropaties, per regla general, són conseqüència de processos que afecten a la totalitat del cos. La diabetis i la intolerància a la glucosa són causes molt comunes. Existeixen altres patologies que es relacionen amb el tipus de polineuropatia i n'hi ha de molt diverses per cada tipus, incloses les deficiències vitamíniques, malalties inflamatòries, infeccioses -com la malaltia de Lyme-, trastorns de la sang i elements tòxics (incloent l'alcohol, alguns fàrmacs i metalls pesants, especialment: arsènic, plom, tal·li i mercuri). La majoria de classes de polineuropatia progressen lentament, des de mesos fins a anys, però pot succeir que el període de desenvolupament de la malaltia sigui curt i succeeixi ràpid. És important reconèixer que quan els nivells de glucosa en sang assoleixen un pic la intensitat del dany nerviós pot augmentar, normalment després d'una ingesta d'aliments, encara que en dejú els nivells de sucre en sang i la mitjana del nivell de glucosa en sang estiguin sota els valors “normals” (actualment la normalitat és considerada per sota dels 100 mg/dl en plasma -en dejú- i menor al 5,7% per HGBA1c, el test que s'usa generalment per mesurar els nivells mitjans de glucosa en sang durant un període prolongat de temps). Diferents estudis han demostrat que molts dels casos de neuropatia perifèrica en fibres petites amb els símptomes típics de formigueig, dolor i pèrdua de sensibilitat als peus i les mans, es deuen a intolerància a la glucosa abans que a una diabetis o prediabetis. Aquest dany és sovint reversible, sobretot en les primeres etapes, amb dieta, exercici, abstinència del tabac i pèrdua o control del pes.
La macroglobulinèmia de Waldenström ocasiona diferents formes de polineuropatia senso-motora, amb pèrdua distal i simètrica de fibres llargues i petites nervioses, que sovint comporten importants alteracions de la marxa.
La polineuropatia desmielinitzant és un dels signes característics d'un trastorn multisistèmic poc freqüent d'origen paraneoplàsic, la síndrome POEMS (acròstic en anglès de: polyneuropathy, organomegaly, endocrinopathy, myeloma protein, skin changes). Aquesta síndrome acompanya a una gammapatia monoclonal subjacent de les cèl·lules plasmàtiques. Per que fa a la polineuropatia, afecta les funcions motores i sensorials de forma ascendent i simètrica i acostuma a manifestar-se com hiperestèsies doloroses en alguns malalts. Recentment, s'ha identificat l'abús alcohòlic com un factor de risc en la gènesi de la síndrome, un fet que podria explicar parcialment (a causa dels efectes neurotòxics de l'alcohol) el component neuropàtic d'aquesta rara malaltia. Una altra polineuropatia desmielinitzant, de naturalesa autoimmune, és la NP per anticossos contra la glicoproteïna associada a la mielina, una proteïna de transmembrana expressada en les cèl·lules de Schwann. Les formes de presentació de dita polineuropatia són notablement heterogènies des del punt de vista clínic, neurofisiològic i neuropatològic.
Un altre tipus particular d'aquesta forma de lesió nerviosa és la polineuropatia distal simètrica (PDS). Habitualment, es presenta al principi amb dolor i/o pèrdua de sensibilitat als dos dits grossos dels peus. Més tard, les molèsties s'estenen a poc a poc per les cames de forma proximal. Gairebé sempre els símptomes arriben als genolls abans d'aparèixer a les puntes dels dits de les mans. Les seves causes, com les de les polineuropaties en general, són diverses: diabetis, prediabetis, malaltia renal crònica, alcoholisme, genètiques (com ara l'amiloïdosi familiar o la neuropatia sensomotora desmielinitzant hereditària), deficiències vitamíniques (B12, E, B6, tiamina), quimioteràpia, reacció adversa a la colquicina, crioglobulinèmia, sarcoïdosi, IgG o IgA paraproteïnèmia, etc. Un 24–27% de tots els casos es consideren idiopàtics. De vegades, la lepra cursa amb una PSD.
Pel que fa a les polineuropaties hereditàries, existeixen dues classificacions principals que agrupen diferents aspectes d'aquestes malalties:
- Segons la dominància genètica, el tipus de nervi afectat i la velocitat de conducció neviosa (Dick, 1975). Diferencia essencialment dos grups, neuropaties hereditàries motores i sensitives i neuropaties hereditàries sensitives.

- Segons el defecte genètic i el seu producte (Harding, 1995). Causades per defectes en la proteïna mielínica perifèrica PMP22 (CMT tipus I),[34] en la proteïna mielínica P0, en la connexina 32, amb gen localitzat però sense producte (resultat de l'expressió del gen) conegut i sense gen localitzat.

El tractament de la polineuropatia té diferents objectius, en primer lloc eliminació o control de la causa, en segon mantenir la força del múscul i les funcions físiques normals i per acabar controlar els símptomes com serien el dolor neuropàtic. En els casos de polineuropaties inflamatòries cròniques d'origen autoimmune, la teràpia amb immunoglobulines acostuma a millorar el procés.

### Neuropatia autònoma
La neuropatia autònoma és una forma de polineuropatia que afecta el sistema nerviós no sensorial i no voluntari: el sistema nerviós autònom o vegetatiu, atacant sobretot els òrgans interns com els músculs de la bufeta, el sistema cardiovascular, el tracte digestiu i els òrgans genitals. Aquests nervis no estan sota el control conscient de la persona i funcionen automàticament. Les fibres nervioses autònomes formen grans conjunts en el tòrax, l'abdomen i la pelvis fora de la medul·la espinal, tot i que formen connexions amb ella i, en última instància, amb el cervell. El més freqüent és que la neuropatia autonòmica s'observi en persones amb diabetis mellitus de tipus 1 i 2. En la majoria, però no tots els casos, aquest tipus es dona conjuntament amb altres formes de neuropatia, com la neuropatia sensorial.
La seva aparició és deguda al mal funcionament del sistema nerviós autònom, però no n'és l'única; algunes condicions que afecten al cervell o la medul·la espinal poden provocar també disfunció autònoma, com l'atròfia sistèmica múltiple, i consegüentment produir símptomes semblants a la neuropatia autònoma.
Els símptomes de la neuropatia autònoma inclouen els següents:
- Condicions de la bufeta urinària: incontinència urinària, pol·laciúria o iscúria (retenció d'orina).
- Tracte gastrointestinal: disfàgia, dolor abdominal, nàusees, vòmits, malabsorció, incontinència fecal, gastroparèsia, diarrea i refredats.
- Sistema cardiovascular: trastorns del ritme cardíac (taquicàrdia sinusal, bradicàrdia), hipotensió ortostàtica i increment inadequat del ritme cardíac durant esforços.
- Altres: inconsciència per hipoglucèmia, impotència genital, pertorbacions de la suor.

### Neuritis
La neuritis és un terme general usat per parlar de la inflamació d'un nervi o la inflamació general del sistema nerviós perifèric. Els símptomes depenen dels nervis implicats, però poden incloure dolor, parestèsia, parèsia, hipoestèsia (entumiment), anestèsia, paràlisi, desgast i desaparició dels reflexos. Les causes inclouen:
- Lesions físiques
Una causa comuna d'inflamació dels nervis que van fins als dits dels peus és dur sabates de taló o sabates mal ajustades i poc adequades que comprimeixen els dits excessivament. Això pot causar temporalment entumiment i dolor als dits afectats durant diversos dies. Si el quadre es torna crònic i s'estableix una neuritis persistent al peu, a més d'emprar un altre tipus de calçat, un tractament efectiu és la metilcobalamina (en anglès: methylcobalamin), una forma activa de cobalamina amb un grup metil (MeB12 o MeCbl) que actua per via oral de manera semblant a la vitamina B₁₂ i que ha ser prescrita per un metge.[38] La inflamació per compressió o irritació mecànica del nervi calcani intern provoca una talàlgia intensa i pot originar una neuritis (malaltia de Baxter) si no es tracten correctament les causes.[39]
- Infeccions:

- Herpes simple.
- Herpes zòster.
- Malaltia de Hansen.
- Síndrome de Guillain-Barré i infecció per virus Toscana.
- Malaltia de Lyme.

- Lesions químiques.
- Radiació. Aquests tipus de lesions acostumen a produir-se en nervis de zones sotmeses a radioteràpia[43] i poden aparèixer de forma diferida. Si els nervis afectes formen part dels parells cranials baixos és possible que es desenvolupin problemes de deglució o fonació.[44] L'exposició crònica a altres fonts de radiacions ionitzants també és causa de neuritis de grau variable.
- Condicions subjacents que causen neuritis localitzada (afecten sols a un nervi):

- Diftèria
- Lesió localitzada
- Diabetis mellitus

- Condicions subjacents que causen polineuritis (afecten a múltiples nervis):

- Beri-beri.
- Deficiència de vitamina B₁₂
- Malalties metabòliques
- Diabetis mellitus
- Hipotiroïdisme
- Porfíria
- Infeccions baterianes i/o virals
- Malalties autoimmunes, especialment l'esclerosi múltiple.
- Càncer
- Alcoholisme. L'abús d'alcohol s'ha relacionat clàssicament amb una polineuropatia perifèrica caracteritzada per alteracions de les fibres llargues axonals del nervis a causa d'un dècifit de tiamina. A banda d'aquests danys de tipus nutricional, les biòpsies de pell fetes a grans bevedors amb un nivell de tiamina normal indiquen que l'alcohol té un efecte neurotòxic directe sobre la integritat estructural de les fibres petites nervioses que produeix neuropaties distals i proximals, inclús en persones sense altres complicacions serioses derivades de la beguda. La neuropatia alcohòlica té una difícil teràpia i són molt nombrosos els fàrmacs emprats per tractar-la: benfotiamina, àcid alfa-lipoic, acetil-L-carnitina, metilcobalamina, vitamina E, mio-inositol, N-acetilcisteina o capsaïcina tòpica. El terme "neuritis perifèrica alcohòlica", avui dia gairebé ja no s'utilitza.
- Neuropatia sensorial migratòria de Wartenberg. La seva etiologia és desconeguda i es caracteritza per un entumiment sobtat del territori d'un o més nervis cutanis, de vegades precedit per dolor. La pèrdua sensorial pot mantenir-se durant molts anys. És una malaltia poc freqüent.

Els tipus de neuritis inclouen:
- Polineuritis o neuritis múltiple (no confondre amb esclerosi múltiple)
- Neuritis braquial. Té un patró especial d'inici agut o subagut, seguit de debilitat del braç i canvis amiotròfics de la cintura escapular i de l'extremitat superior. De vegades es pot confondre amb una radioculopatia cervical o una espondilosi de les vèrtebres del coll.[50]
- Neuritis òptica
- Neuritis vestibular
- Neuritis cranial, que sovint representa una paràlisi de Bell
- Neuritis arsènica. L'arsenicosi (intoxicació per arsènic), ocasionada pel consum d'aigua amb concentracions elevades de dit element o per la seva excessiva presència al medi ambient, per exposició laboral o per diferents tipus de tractaments, provoca diferents formes de neuropatia perifèrica i/o altres trastorns del sistema nerviós. En molts casos s'observa una neuritis parestèsica. Altres malalts presenten polineuropaties o neuropaties sensorials o motores. El risc de patir AVCs augmenta en l'arsenicosi.[51] S'han descrit polineuropaties que semblen una síndrome de Guillain-Barré secundàries a medicacions aiurvèdiques.[52] Alguns fàrmacs arsenicals emprats per tractar la leucèmia promielocítica aguda poden desenvolupar neuropaties sensomotores.[53] En l'àmbit laboral, les manifestacions neurològiques de l'arsenicosi es consideren una síndrome diferenciada, de gravetat variable segons el temps i els nivells d'exposició.[54]
- Neuritis saturnina. També anomenada neuropatia plúmbica. L'exposició al plom inorgànic a altes dosis provoca predominantment un dèficit motor subagut secundari a una porfíria induïda pel plom. La intoxicació crònica es manifesta a llarg termini en forma de neuropatia sensorial i autonòmica derivada directament dels efecte neurotòxics del metall.[55]

Una forma particular de neuritis braquial, infreqüent i d'etiopatogènesi desconeguda, és la neuritis del tronc superior del plexe braquial (Síndrome de Parsonage-Turner o plexitis braquial). Té una incidència de 1,5 casos/100.000 habitants i és bilateral en el 25% dels casos. presenta una primera fase de neuritis amb dolor sobtat i agut a l'espatlla, una segona fase de paràlisi i amiotròfia (atròfia muscular, sobretot dels músculs deltoide, supraespinós, infraespinós, i/o serrat anterior) y una fase de recuperació (6 mesos-1 any) El pronòstic, generalment, és de rehabilitació complerta del 75% de los pacients als dos anys de l'inici de la malaltia. Cal un diagnòstic acurat per diferenciar-la de la plexopatia traumàtica o de l'artritis de l'espatlla.

## Signes i símptomes
Persones amb malalties o disfuncions dels nervis perifèrics poden presentar problemes en qualsevol de les funcions normals d'aquests.
En termes de funció sensorial, hi ha, comunament dit, símptomes de pèrdua de la funció (o negatius) que inclouen entumiment, tremolor i anomalies de la marxa. Els símptomes de guany de funció (o positius) inclouen formigueig, dolor, picor, rastreig i sensació com “si es clavessin agulles”. El dolor pot arribar a ser suficientment intens com per a requerir l'ús de fàrmacs opiacis com la morfina, oxicodona, etc. La pell pot arribar a ser tan sensible que els pacients tenen prohibit el contacte del seu cos, especialment els peus, amb qualsevol objecte. Si s'assoleix aquest grau d'hipersensibilitat no es pot deixar que un llençol li toqui els peus o usar mitjons o sabates, i fins i tot els pot ser molt difícil sortir de casa.
En el cas dels nervis motors d'igual manera apareixen símptomes negatius com debilitat, fatiga muscular, pesadesa i anomalies en caminar; i símptomes positius com rampes, tremolors i espasmes musculars, fasciculacions, etc. També es presenten miàlgies (dolors musculars) i poden produir-se signes de disfunció autònoma.
Durant un examen físic, les persones amb neuropaties perifèriques generalitzades freqüentment presenten una pèrdua sensorial distal o motriu i sensorial alhora, encara que alguns malalts amb una patologia dels nervis perifèrics poden ser quasi asimptomàtics i de vegades només s'observa una moderada debilitat proximal. Un cas en serien algunes neuropaties inflamatòries com la síndrome de Guillain-Barré. També es pot mostrar una debilitat muscular o una pertorbació sensorial localitzada de grau variable, tal com en les mononeuropaties. El tiró de turmell és un reflex clàssicament absent en la neuropatia perifèrica d'extremitats inferiors.
Una de les neuropaties perifèriques considerada rara és la neuromiotonia (síndrome d'Isaacs). Descrita per primera vegada l'any 1961, es caracteritza per una activitat muscular continua i espontània originada per l'inervació perifèrica. Clinicament, s'observen tremolors musculars en repòs (miocímia visible), rampes originades per contraccions voluntàries o involuntàries dels músculs i una relaxació muscular alterada (pseudomiotonia). Sovint, els malalts presenten hiperhidrosi i, de vegades, un quadre de parestèsia multifocal i debilitat muscular. Ocasionalment, s'associa a malalties genètiques hereditàries (atàxia episòdica tipus I o neuropatia sensomotora hereditària). Amb més freqüència, es veu associada a malalties autoimmunes (lupus eritematós, malaltia d'Addison, esclerosi sistèmica). En alguns casos, el seu origen pot ser tòxic (or, herbicides) o ser una manifestació d'una síndrome paraneoplàsica (timoma, càncer pulmonar de cèl·lules petites, limfoma). Presenta uns signes electromiogràfics característics.

## Causes
Les causes s'agrupen de la següent forma:
- Malalties genètiques: atàxia de Friedreich, malaltia de Charcot-Marie-Tooth (CMT).[58] Gràcies als avenços en el coneixement del genoma humà i a les noves tècniques de seqüenciació, s`han identificat mutacions en més de 80 gens implicats en el desenvolupament de les malalties d'aquest grup.[59] Un fenomen comú observat en les neuropaties hereditàries és l'alteració del procés autofàgic cel·lular.[60] Durant uns anys es va considerar la síndrome de Davidenkow una variant rara de CMT. Es tracta d'un tipus de neuropatia perifèrica que cursa amb atrofia muscular predominantment de patró escapuloperoneal. No té caràcter hereditari, apareix en adults i l'estudi histopatològic és fonamental pel seu diagnòstic diferencial. Es creu que és una malaltia esporàdica, a diferència de la CMT, però relacionada amb una deleció en el cromosoma 17p11.2.[61]
- Malalties metabòliques/endocrines: diabetis mellitus,[62] insuficiència renal crònica, porfíria (aquest tipus de malalties pot debutar amb una neuropatia aguda per lesió de les fibres fines dels nervis),[63] amiloïdosi, insuficiència hepàtica, hipotiroïdisme, etc.
- Causes tòxiques: drogues, vincristina, fenitoïna (un anticonvulsiu), nitrofurantoïna (un antibiòtic), isoniacida (un fàrmac antituberculós derivat parcialment de la nicotinamida), alcohol etílic, glicol, etilenglicol, metanol,[64] matèries orgàniques, metalls pesants com el platí,[65] metal·loides com el germani o ingesta excessiva de vitamina B₆ (piridoxina). Els addictes a la inhalació de vapors de cola,[66] gasolina/nafta[67][68] o dissolvent desenvolupen una polineuropatia perifèrica simètrica i predominantment motora que es manifesta per una debilitat muscular proximal i distal derivada de la progressiva denervació dels muscles. De la mateixa manera, l'exposició crònica dels treballadors de moltes indústries a productes que contenen n-hexans, inclús en baixes proporcions, ocasiona polineuropaties amb degeneració axonal distal que acostumen a debutar amb rampes i fenòmens espàstics i que poden cursar en forma de empitjoraments diferits després d'evitar la presència de la substància tòxica; si bé en la majoria dels casos l'evolució és favorable a llarg termini.[69]
- Iatrogènia per fluoroquinolones: la neuropatia irreversible és una reacció adversa greu dels medicaments antimicrobians derivats de la fluoroquinolona.[70] També, les neuropaties perifèriques poden ser un efecte secundari del tractament amb disulfiram.[71]
- Malalties inflamatòries: síndrome de Guillain-Barré, lupus eritematós sistèmic, malaltia de la lepra, síndrome de Sjögren, la malaltia de Lyme, la sarcoïdosi.[72]
- Deficiència vitamínica: vitamina B₁₂ (cianocobalamina), vitamina A, vitamina E, vitamina B1 (tiamina).
- Traumes físics: compressió, pessics, talls, lesions per projectils (per exemple, ferides de bala), accidents cerebrovasculars, incloent una prolongada oclusió del flux sanguini.
- Altres: herpes zòster, malaltia maligna, VIH,[73] radioteràpia, quimioteràpia,[74] malaltia de Creutzfeldt-Jakob o de Gerstmann-Sträussler-Scheinker (les dues causades per prions).[75] Els taxans (compostos diterpènics utilitzats per tractar el càncer de mama) són un conegut exemple de fàrmac inductor d'alteracions als nervis perifèrics. No hi ha un mètode específic per evitar aquest efecte. Les teràpies preventives amb electro-acupuntura no tenen eficàcia i semblen ser contraproduents en aquests casos.[76] Són molts els productes quimioteràpics que provoquen neuropaties perifèriques de gravetat variable. Un grup d'ells, format per substàncies derivades del platí (cisplatí, carboplatí [cis-diamino-1,1-ciclobutà dicarboxilat de platí II] i oxaliplatí [trans-R,R-ciclohexà-1,2-diaminoxalat de platí II]), té una neurotoxicitat important que fins ara no tenia un tractament satisfactori ni possibilitats de prevenció.[77][78] Un equip de recerca del HUB-ICO-IDIBELL ha desenvolupat una nova molècula que millora els danys neuropàtics en els malalts que prenen aquest tipus de medicació, en especial els pacients afectes per un càncer de colon, i que podria ser aprovada com a fàrmac en un futur proper.[79] El botulisme provoca una neuropatia colinèrgica aguda postganglionar en el context d'un quadre disautonòmic en el que predominen els símptomes gastrointestinals. La intoxicació per atropina presenta una clínica similar.[80]
- Moltes de les malalties del sistema nerviós perifèric poden presentar semblances amb problemes musculars (miopaties) i per això és important desenvolupar criteris acurats per avaluar disturbis motors i sensorials en els pacients per tal que el metge pugui realitzar un diagnòstic correcte.

## Tractament
Moltes estratègies de tractament per la neuropatia perifèrica són simptomàtiques. Recentment algunes investigacions en models animals han demostrar que la neurotrofina-3 (un tipus de factor de creixement neurotròfic) pot oposar-se a la desmielinització present en algunes neuropaties perifèriques.
Per altra part, un conjunt de compostos químics que actuen sobre el sistema nerviós central com drogues, originalment amb funció d'antidepressius i fàrmacs antiepilèptics, han estat útils en la gestió del dolor neuropàtic. Tractaments emprats comunament inclouen l'ús d'un antidepressiu tricíclic (com amitriptilina) i teràpies antiepilèptiques com la gabapentina o el valproat de sodi. A més, aquests tenen l'avantatge de tenir un cost econòmic acceptable, a part de ser efectius en molts casos.
Una gran quantitat d'investigacions realitzades entre l'any 2005 i 2010 indiquen que l'ús de cannabinoides sintètics i la inhalació de cànnabis són tractaments simptomàtics per alguns trastorns neuropàtics. Les investigacions han demostrat que el cannabinoide sintètic oral Nabilona és un agregat eficaç per a les condicions neuropàtiques, especialment per a persones que són resistents, intolerants o al·lèrgiques a certs medicaments. També es comprovà que els derivats opiacis orals són més eficaços que el cànnabis per a la majoria de pacients. I es descobrí que el cànnabis fumat actua contra el dolor ocasionat per la neuropatia sensitiva associada a la infecció pel VIH, així com que també alleuja la neuropatia associada a la síndrome CRPS (Complex Regional Pain Syndrome) tipus I, el perjudici de la medul·la espinal, la neuropatia perifèrica i lesions nervioses.
La pregabalina és un fàrmac anticonvulsiu, anàleg del GABA, utilitzat contra el dolor neuropàtic i també és efectiu pel trastorn d'ansietat generalitzada. Va ser dissenyat com un potent successor de la gabapentina, però és molt més costós, especialment en l'actualitat, ja que la patent de la gabapentina ha expirat i la pregabalina està disponible com un medicament genèric. La pregabalina és comercialitzada per Pfizer amb el nom de Lyrica. Avui dia, es qüestiona la seva eficàcia en el tractament del dolor derivat d'afectacions dels nervis perifèrics, com la ciàtica.
TENS (Transcutaneus Electrical Nerve Stimulation) possiblement és la teràpia més efectiva i segura en el tractament de la neuropatia perifèrica diabètica. En un recent article de tres assaigs on participaven 78 pacients es va trobar millores en el grau de dolor després de 4 i 6 setmanes de tractament, si bé després d'aquest període no s'observen canvis, i una millora general del símptomes neuropàtics en 12 setmanes. En un segon examen de 4 assaigs es van trobar significants millores en el dolor i en els símptomes en general, amb un 38% de pacients convertits en asimptomàtics en el primer assaig. El tractament roman eficaç fins i tot després d'un ús prolongat, però els símptomes retornen després d'un mes d'haver cessat el tractament.
L'immunoteràpia s'utilitza en un petit nombre de neuropaties perifèriques (NP). En una forma aguda, la derivada de la síndrome de Guillain-Barré (SGB); i en tres formes cròniques: la polineuroradiculopatia inflamatòria crònica desmielinitzant (PICD), la neuropatia multifocal motora (NMM) i la neuropatia relacionada amb l'IgM paraglucoproteïna antimielina-associada (PGIgM-AMA). La NP-SGB ha estat tractada amb immunoglobulines intravenoses i la combinació d'aquestes i plasmafèresi no millora els resultats. La PICD (descrita el 1958) és la que te millor tractament -a banda d' algunes variants-, en un principi amb immunoglobulines IV/subcutànies i a llarg termini amb diversos fàrmacs immunosupressors/immunomoduladors. Per tractar la NMM, les immunoglobulines IV es consideren la teràpia d'elecció. En el cas de la NP-PGIgM-AMA, les immunoglobulines IV tenen a curt termini beneficis estadístics però no clínicament significatius. El rituximab sembla presentar una moderada evidència de ser beneficiós.
Les neuropaties perifèriques d'origen diabètic presenten molt sovint fenòmens d'atrapament focal nerviós, predominantment a les extremitats, de vegades múltiples i de lenta progressió. La cirurgia descompressiva és el tractament més adient, una vegada determinat el punt de la lesió.